# Arctopsyche amurensis
Arctopsyche amurensis là một loài Trichoptera trong họ Hydropsychidae. Chúng phân bố ở miền Cổ bắc.